# 蝶々結び (CHARAの曲)
「蝶々結び」（ちょうちょうむすび）は、CHARAの37枚目のシングル。2012年10月17日にキューンレコードから発売された。

## 概要
本曲はアニメ映画『伏 鉄砲娘の捕物帳』の主題歌として書き下ろされた、映画にはCHARAもお路役で声優としても出演。
CHARAは楽曲について「原作を読んで、監督からの熱意や想いを受け取って自分の中にある主人公と重なるところを膨らませていきながら作りました。」「切なくて、初めての恋に似合うメロディーと言葉が調和できたと思っています。」とコメントを残した。映画の監督を務めた宮地昌幸は「「蝶々結び」は乙女の祈り。Charaさんにお願いした主題歌は、羽音のように柔らかく、光に溶け、空から降ってきました。」と楽曲を評価した。

## 批評
音楽雑誌のロッキングオンは本曲について「淡く美しく切ない心情を写し取ったサウンドで綴られ、Charaらしい神聖さを帯びた珠玉のバラードである。」と評価し、「縁結び」や「運命の赤い糸」などの言葉がある中で、「蝶々結び」と題したこの曲では「その糸をそっと結びたいけれど、ほどけて消えてしまうことを恐れている心情が描かれている。」とその意図をくみ取った。本曲は初めて恋をしようとしている人にも、経験を重ねた人のどちらにも深い共感を呼ぶはずだとも評している。

## 収録曲
| 全作詞・作曲: CHARA。 |                                                                                  |           |            |      |      |
| #                     | タイトル                                                                         | 作詞      | 作曲・編曲 | 編曲 | 時間 |
| 1.                    | 「蝶々結び」                                                                     | CHARA     | CHARA      |      | 5:50 |
| 2.                    | 「Tiny Tiny Tiny」(2012年4月21日キューン20 イヤーズ＆デイズ at LIQUIDROOM恵比寿) | CHARA     | CHARA      |      | 8:32 |
| 合計時間:             | 合計時間:                                                                        | 合計時間: | 14:22      |      |      |

### 初回限定盤DVD
- 「プラネット」(Music Video)
- 「プラネット」(メイキング映像)